# Moora Vander Veken
Moora Vander Veken (9 mei 1992) is een Belgische actrice, bekend van de hoofdrol in de telenovelle Amika en een rol als Olivia Hoefkens in de televisieserie Thuis.

## Levensloop
Vander Veken behaalde haar diploma secundair onderwijs aan het Koninklijk Atheneum Keerbergen. Ze probeerde archeologie aan de Katholieke Universiteit Leuven en begon daarna aan een studie communicatiemanagement aan Hogeschool Thomas More.
Vander Veken danst bij Dansstudio IJvi Hagelstein, de dansschool die behoort tot Studio 100 en daarvoor ook vaak optreedt. Ze danste jaren mee met de Samson & Gert Kerstshow, deed ook mee met het Zomerfestival in Ahoy, de Grote Sinterklaasshow en clips van Studio 100. In Spring had ze een bijrolletje en in de film Hotel op stelten figureerde ze ook. In 2013 speelde ze een gastrol in het VTM-programma Lang leve....
In Amika speelt ze Merel De Ridder, een verlegen meisje dat graag wil gaan helpen op een manège en dat ook doet zonder dat haar vader daar iets van weet. De reeks is een productie van Studio 100. Vander Veken trad in 2008 samen met de andere acteurs van Amika ook op op de Grote Sinterklaasshow in Antwerpen. De eerste cd-single met muziek uit de serie werd door haar ingezongen. 
Sinds 2012 presenteert ze voor de Leuvense radio Radio Scorpio.
Ook is Vander Veken model en nam ze deel aan De generatieshow op Eén.

## Filmografie

### Televisie
- Spring (2007) - als de jongere Liesbeth Bertels
- Amika (2008-2011) - als Merel de Ridder
- Vermist (2011) - als Femke Wachters
- Lang Leve... (2013) - als Kathleen Aerts
- Aspe (2014) - als Ellen Wesenbeeck
- Geubels en de Belgen (2014) - als Valerieke
- Thuis (2014-2021) als Olivia Hoefkens
- Tiny (2017) - als Tiny (stem)
- De 3 wijzen (2018) - als zichzelf
- Lisa (2021) - als Sino
- Hidden Assets (2023) - als event director
- Ferry: de serie (2023) - als vertaler
- Alter Ego (2023) - als receptioniste Salvator
- De raad van Soekie (2024) - als mevrouw Snoeck
- LikeMe (2025) - als Laura

### Film
- Hotel op stelten (2008) - als majorette
- Stoorzender (2014) - als Mieke
- Allemaal Familie (2017)
- Ponyherz (2023) - als Michi

### Theater
- Samson & Gert Kerstshow; als danseres. (2001-2007, 2011)[1][2]
- De Grote Sinterklaasshow; als danseres (2002-2008)
- Samson & Gert Kerstshow; als assistente bij de dansrepetities. (2006-2008)
- Le Show de Saint-Nicolas; danseres (2008)
- Live on Stage 4, Dansstudio Ijvi Hagelstein, als danseres (2008)
- De Grote Sinterklaasshow; als Merel uit Amika (2008-2011)
- Studio 100 Zomerfestival; als Merel uit Amika (2009-2011)
- Live on Stage 4, Dansstudio Ijvi Hagelstein, als danseres (2008)
- De Grote Sinterklaasshow; als Merel uit Amika (2008-2011)
- Studio 100 Sing Along; als Merel uit Amika (2023)

## Discografie
| Single met hitnotering(en) in de Vlaamse Ultratop 50 | Datum van verschijnen | Datum van binnenkomst | Hoogste positie | Aantal weken | Opmerkingen |
| ---------------------------------------------------- | --------------------- | --------------------- | --------------- | ------------ | ----------- |
| Amika                                                | 19/01/2009            | 31/01/2009            | 4               | 6            |             |
| Het Is Zomer                                         | 01/06/2009            | 13/06/2009            | 16              | 12           |             |
| Amika en ik                                          | 2010                  |                       |                 |              |             |